# Josefina Echánove
Josefina Echánove (Nova Iorque, 21 de julho de 1928 – Cidade do México, 29 de dezembro de 2020) foi uma atriz e jornalista mexicana.

## Carreira
Josefina nasceu em Guanajuato e logo começou a trabalhar como atriz e em seguida, mais tarde tornou-se uma jornalista. Estrou na Televisa na telenovela Yo no pedí vivir em 1977, anos depois trabalhou em vários projetos da emissora.
Ficou conhecida no Brasil, por seu personagem em Rubi, como a ''Nana''.

## Vida pessoal
E mãe do ator Alonso Echánove, e da cantora María del Sol ambos artistas. Josefina ficou uma temporada num aliso, até que sua filha María buscou-a para morar com ela.
Em 2018, sua filha María mostrou por meio do seu canal no YouTube, a festa de 90 anos de sua mãe Josefina.

## Morte
Josefina Echánove faleceu em 29 de dezembro de 2020, aos 92 anos, vítima de parada cardíaca, em sua casa de repouso onde viveu por mais de dez anos em Guanajuato.

## Filmes
- Todos hemos pecado (2009) … Difunta
- Una Mastra con ángel (1994) (filme com Gabriela Rivero)
- É Pura Sorte (1991) … Freira
- Cabeça de Vaca (1991) … Avavar
- Gringo Velho (1989) … Clementina
- Amityville 3-D (1983) … Dolores
- O Cônsul Honorário (1983) … Sr.ª Sánchez
- Desaparecido: Um Grande Mistério (1981) … Médica
- Alto Risco (1981) … Mulher do Mariano
- Barreira Sangrenta (1980) … Meretriz
- Os Filhos de Sanchez (1978)

## Documentários
- Rubí (2004) (especial) … Pancha Muñoz
- Grandes finales de telenovelas (2010)
- La fama de los retratos (1989)

## Telenovelas
- Corazón salvaje (2010) … Kuma, a bruxa
- Atrévete a soñar (2009–2010) … Mercedes Ferrer Contreras
- Amanhã é para sempre (2008) … Rosa, a bruxa
- Rubí (2004) … Magda "Nana" Munhoz
- Amarte es mi pecado (2004) … Damiana Mendiola
- La otra (2002) … Tomasa López
- Locura de amor (2000) … Hortensia Valderrama
- Alma rebelde (1999) … Salomé
- Nunca te olvidaré (1999) … Madre Margarita
- Alguna vez tendramos alas (1997) … Lucía de Lamas
- Canavial de paixões (1996) … Remédios
- La dueña (1995) … Martina
- Valentina (1993) … Evangelina
- Ángeles sin paraíso (1992) … Lucía
- La fuerza del amor (1990) … Ana Bertha
- La casa al final de la calle (1989) … María
- Ambição (1986) … Elvia San Germán vda. de Núñez
- La gloria y el infierno (1986) … Guadalupe
- Yo no pedí vivir (1977) … Rosa